# Kirche Zum Heiligen Kreuz (Klöden)

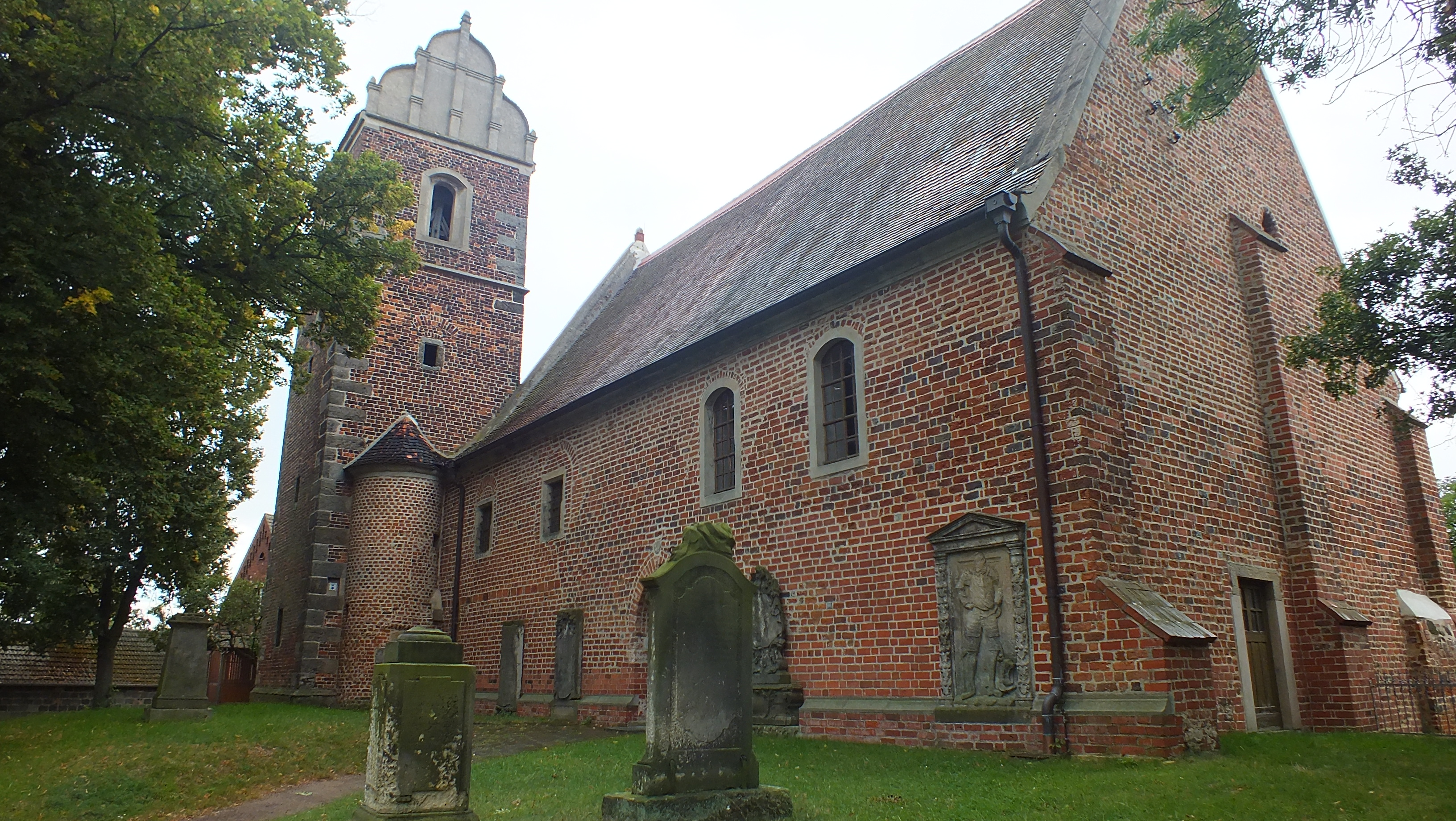
Evangelische Kirche Zum Heiligen Kreuz in Klöden

Die evangelische Kirche Zum Heiligen Kreuz in Klöden ist seit dem Mittelalter als Wallfahrtsort überliefert. Sie befindet sich orographisch rechts der Elbe in Klöden, einem Ortsteil der Stadt Jessen (Elster), und ist als Kulturdenkmal im Denkmalverzeichnis des Landes Sachsen-Anhalt aufgeführt.

## Beschreibung

### Gebäude
Das Gebäude besteht aus einem verputzten Backsteinsaal mit Satteldach, eingezogenem Chor mit breiter Apsis und einem quadratischen Turm an der Nordseite des Chors. Chor und Apsis sind in Teilen von der ehemals vorhandenen romanischen Anlage aus dem 12. Jahrhundert, vermutlich aus den Jahren um 1150, erhalten geblieben. Erste Veränderungen erfuhr das Gebäude im frühen 15. Jahrhundert. 1510 wurden die Fenster erweitert, die vorstehenden Sandsteinfassungen sind schon der Renaissance zuzurechnen. Der Turm mit seinem Quersatteldach und Renaissancegiebeln stammt einer Inschrift nach aus dem Jahr 1516. Im Erdgeschoss des Turms befindet sich die Sakristei. Die Obergeschosse sind über einen runden Treppenturm an dessen Westseite zu erreichen. Eine Priesterpforte am Chor wird auf das Jahr 1748 datiert. Im romanischen Teil der Kirche befinden sich im Innern Gratgewölbe aus dem frühen 16. Jahrhundert. Die Zellengewölbe in der Sakristei stammen aus der Zeit um 1510. Die Bretterdecke im Schiff der Kirche wird auf das Jahr 1684 datiert. Ihre heutige Farbgebung erhielt sie 1992. Die dreiseitige Empore ist zweigeschossig.

### Altar
Der aus Sandstein gefertigte Blockaltar stammt aus dem Ende des 12. Jahrhunderts. Auf dem Altar befindet sich ein fast lebensgroßes hölzernes Kruzifix. Das hölzerne Altarretabel aus dem Jahr 1684 wurde zugunsten des Kruzifixes an der Südwand aufgestellt. Im Gemälde zeigt es die Szenen der Kreuzigung und der Auferstehung über einem Bildnis des Sündenfalls auf der Predella.

### Malereien
Aus der Zeit um 1510 stammen die am Apsisbogen angebrachten Weihekreuze und Apostelnamen. Wandmalereien aus dem Anfang des 15. Jahrhunderts befinden sich an einem Triumphbogen in Form des Christus mit den klugen und törichten Jungfrauen. Die vermutlich ehemals dazu vorhandenen Gestalten fehlen. Aus der zweiten Hälfte des 16. Jahrhunderts stammen die am südlichen Chorfenster befindlichen Glasmalereien in Form von Medaillons mit Wappen und Stifterinschriften. An den Emporenbrüstungen befinden sich barocke Rankenmalereien.

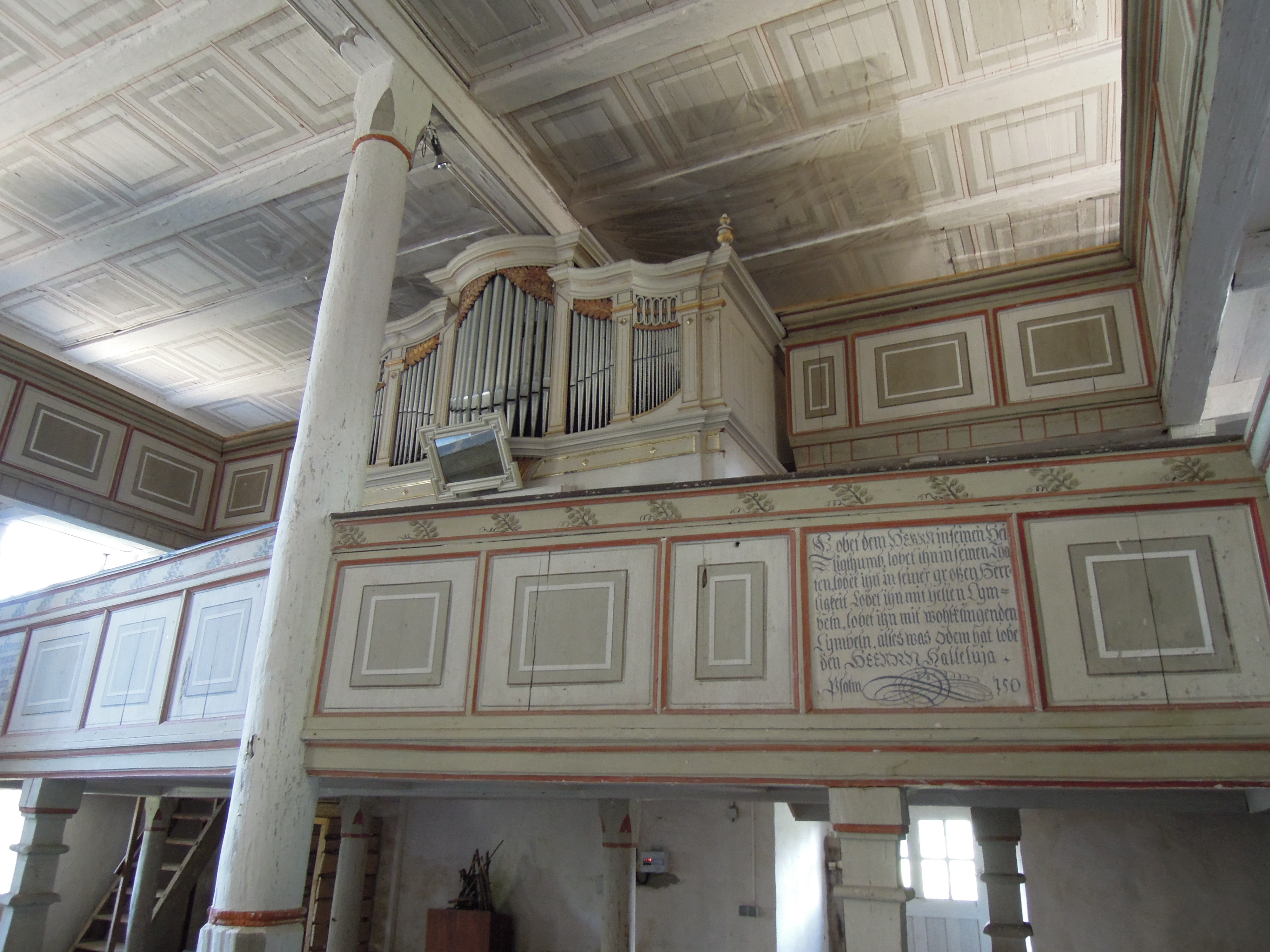
Innenansicht mit Blick zur Orgel auf der Westempore

### Orgel
Die Orgel der Kirche mit 14 Registern auf zwei Manualen und Pedal wurde im Jahr 1877 von Nicolaus Schrickel erbaut und im Jahr 1937 umgebaut. In der Kirche und ihrem Außenbereich befinden sich mehrere alte Grabmale und Epitaphe. Ein beschädigtes Triumphkruzifix aus der Bauzeit der Kirche befindet sich in der Sakristei.

## Sonstiges
Klöden gehört zum Pfarrbereich Annaburg-Klöden-Prettin II im Kirchenkreis Wittenberg der Evangelischen Kirche in Mitteldeutschland.